# Capilla del Campo de los Pastores (Belén)
La Capilla del Campo de los Pastores  o Santuario de Gloria in excelsis Deo es el nombre que recibe un edificio religioso de la iglesia católica que se encuentra en el sector de Beit-Sahour al sureste de Belén, en Cisjordania (Palestina). Tiene relevancia para los católicos pues allí se conmemora el primer anuncio del Nacimiento de Cristo.
Se trata de un templo construido por los franciscanos y que está muy cerca pero separada de otra estructura que pertenece a la Iglesia ortodoxa de Grecia.
Su historia se remonta al siglo V cuando se construyó el primer santuario. Fue edificada cerca de las ruinas del antiguo monasterio en 1953 con el diseño del arquitecto Antonio Barluzzi y decorado con imágenes del anuncio a los pastores y de la infancia de Jesús.
Tiene cinco ábsides que simulan la estructura de una tienda de nómadas en color gris. Las palabras del Ángel a los pastores están inscritas en oro. Bajo la capilla hay una gran cueva. Una imagen que ilustra el nacimiento de Jesús se puede ver en el lugar.
La tradición llama también a este campo “los campos de Rut y de Booz” porque, según la Biblia, en la antigüedad pertenecieron a Booz, el abuelo de David, y a Rut, su esposa.[cita requerida]

## Galería

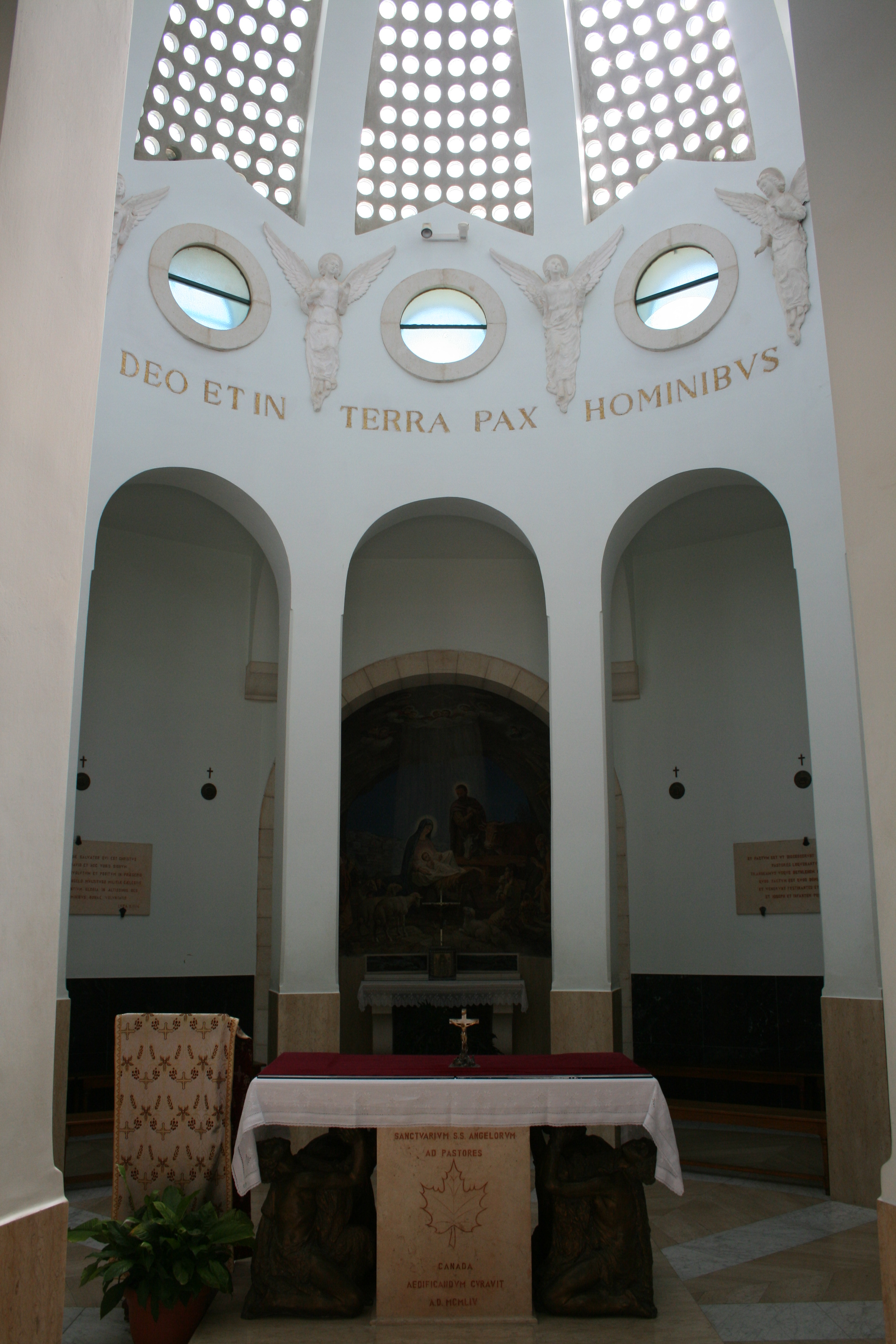
Vista interna
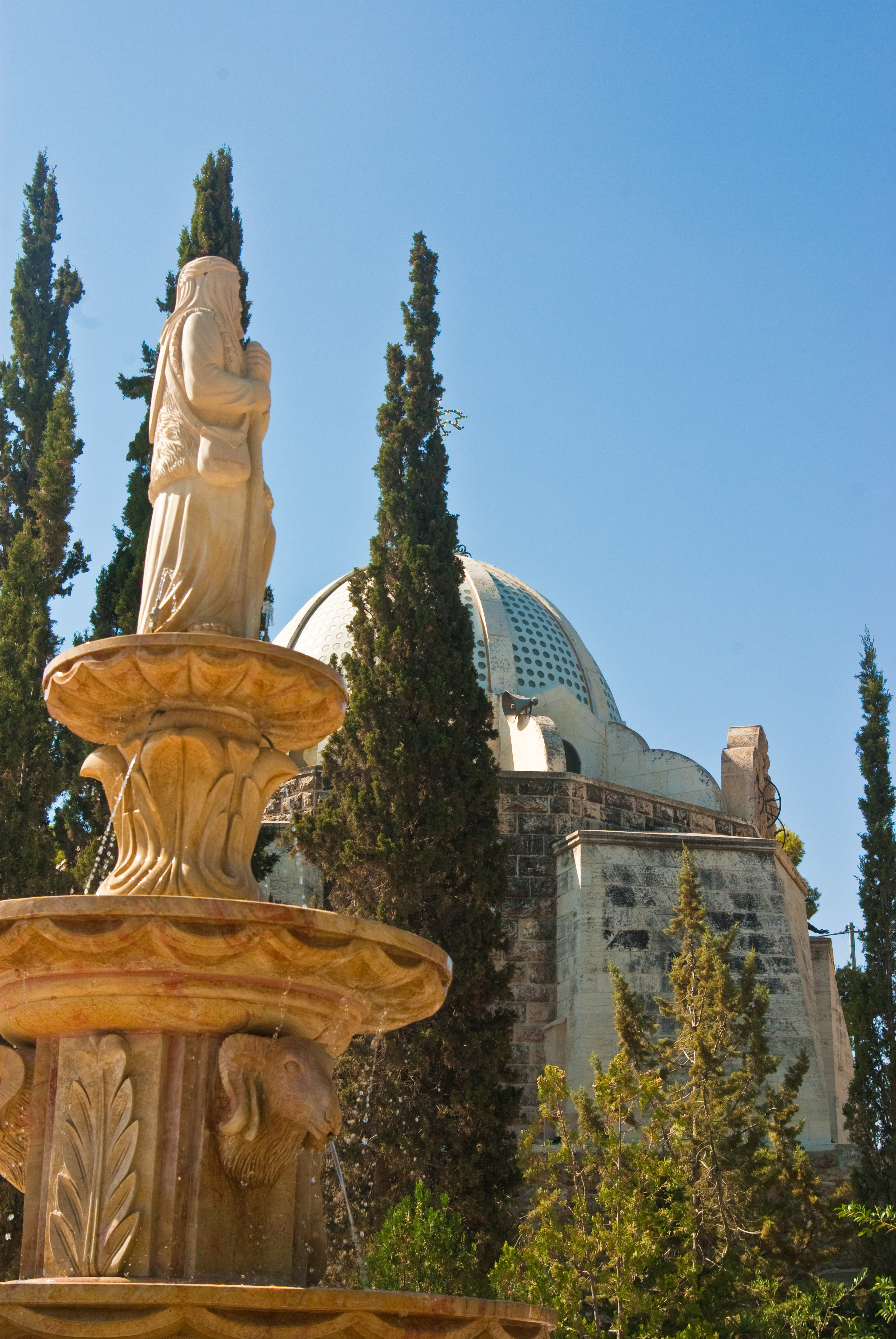
Vista de la parte externa
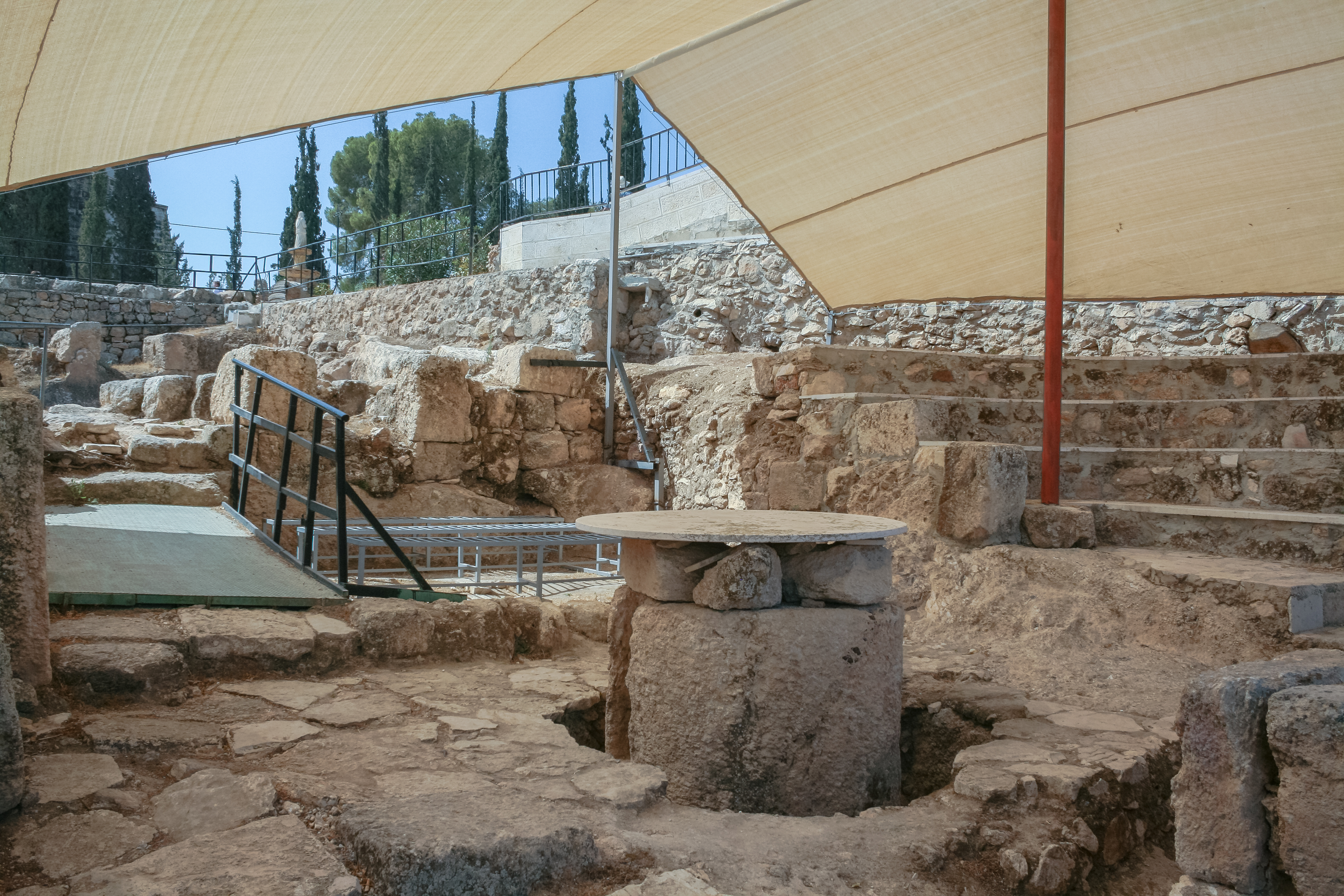
Vista de un acceso a la cueva
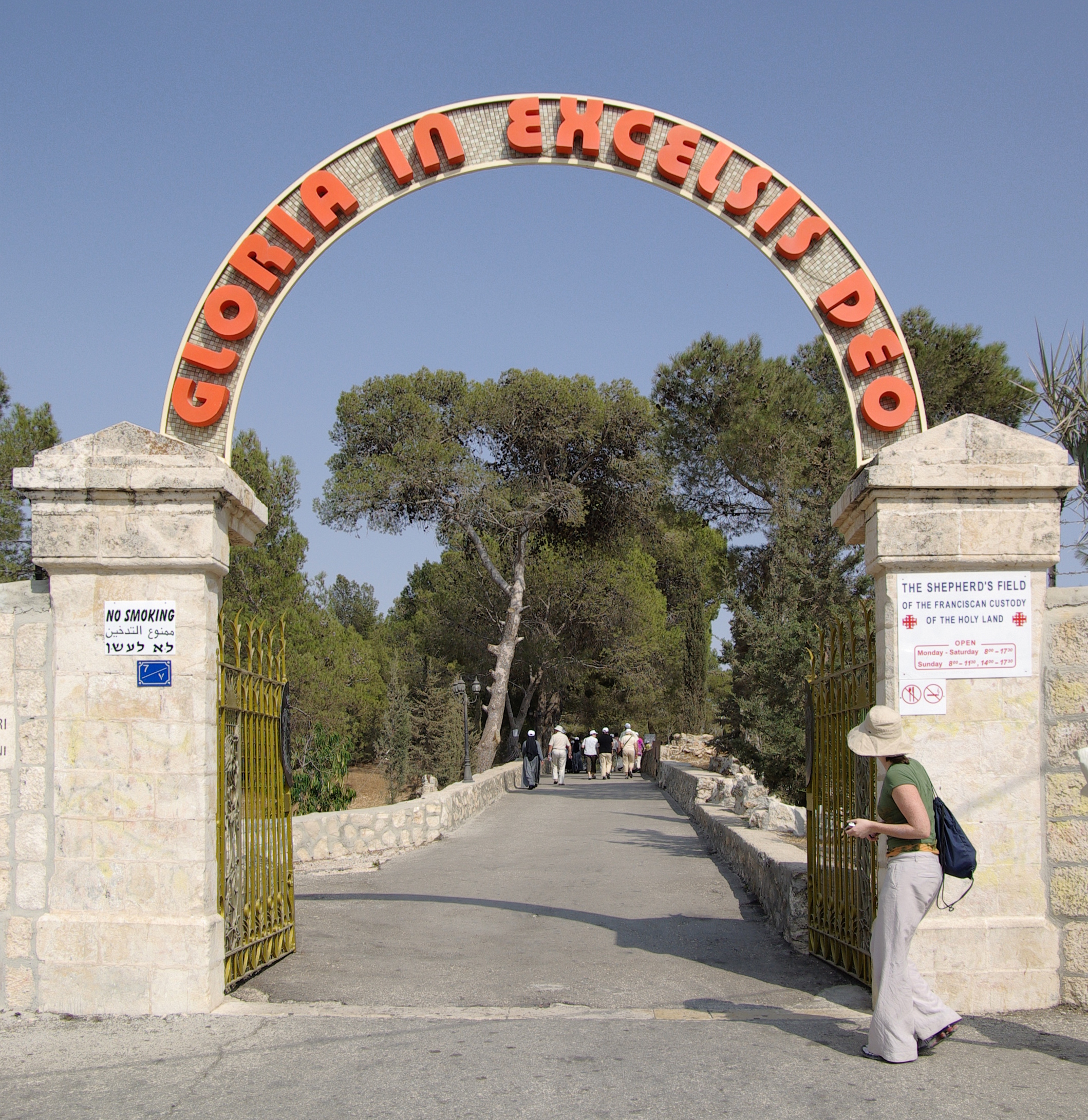
Entrada  al lugar
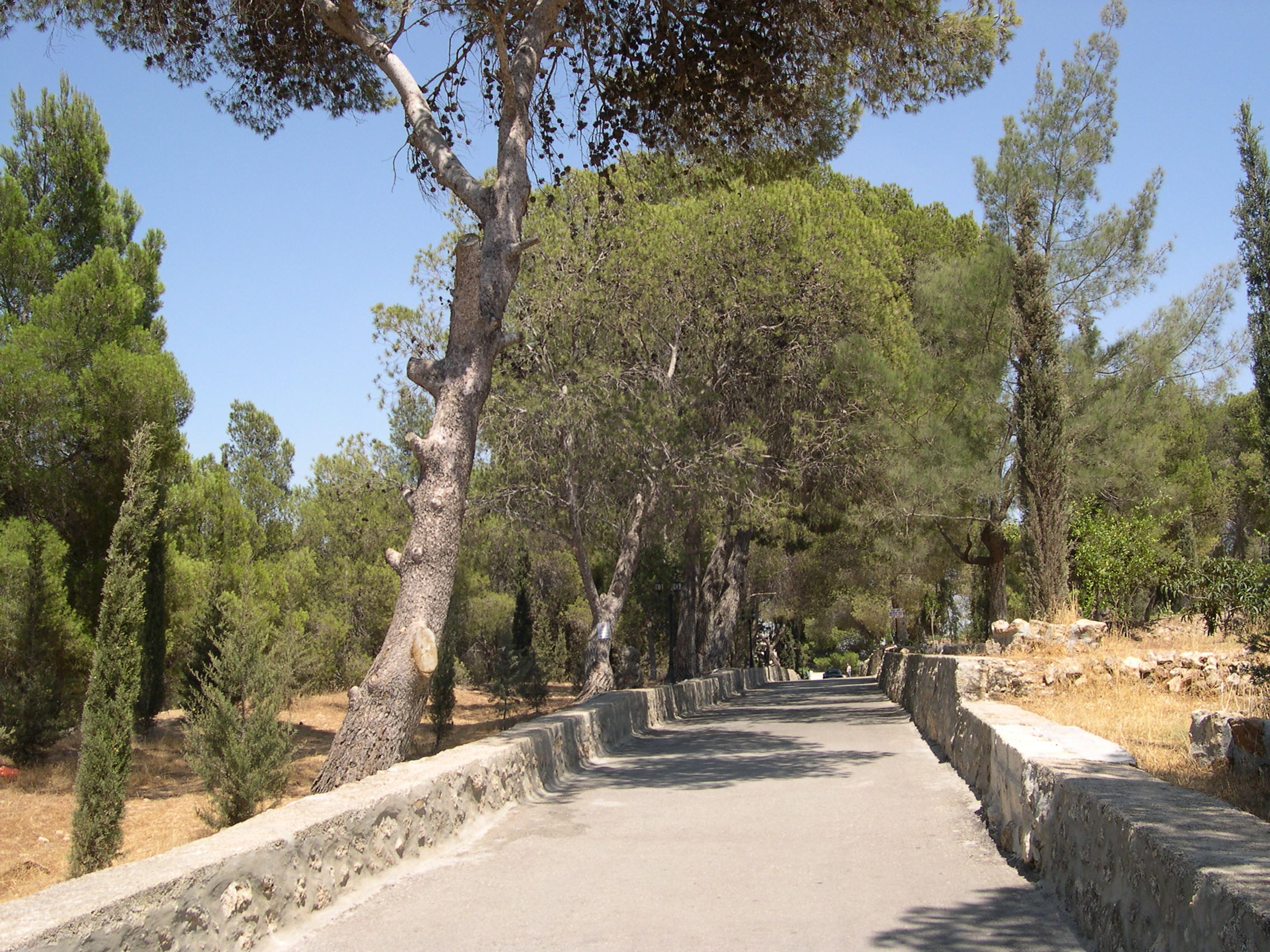
Los Senderos